# 夏井睦
夏井 睦（なつい まこと、1957年5月4日 - ）は、日本の医師である。専門は形成外科。「創傷・熱傷の湿潤療法」を提唱しており、2001年より開設したホームページや、著作、講演会などで普及に努めている。東京、なついキズとやけどのクリニック院長。白色ワセリンを塗って覆うことで、痛みも少なく、早く治るという方法である。外科での手術の研修を経て形成外科医となり湿潤療法に出会った。子供の頃より、なおピアノを嗜んでおり、音楽家のホロヴィッツを神としている。またコンピュータと情報共有の思想との相乗作用を起こし、湿潤療法や貴重な楽譜の普及につながった。
2009年の新書『傷はぜったい消毒するな』は、Amazon.co.jpの新書文庫部門でも8月25日付けで第3位。江部康二を師匠として、2011年より実践している糖質制限についての思想に関する著作も、2014年5月の新書・ノンフィクション週間ランキングの3位となった。

## ピアノにのめりこんだ少年時代
1957年、秋田県にて、数学教師の父と、国語教師の母との間に長男として生誕する。
7歳よりピアノを習い、小学生の頃にはショパンの「幻想即興曲」を弾くようになった。中学2年生のある夜、ラジオからウラディミール・ホロヴィッツの奏でる「星条旗よ永遠なれ」が流れ出し、その技巧と繊細な感覚に神の啓示だと感じた。衝撃が走ったのである。後に夏井は「その時、ホロヴィッツは私の神となった」と記している。高校生まで毎日3時間練習し音大生が弾くような曲にも手を伸ばしていた。同時に、様々な曲を弾きたいという自己洞察によって、もう少し狭く曲の練習を追求していく音大には向いていないのではという自分の適性にも気づいた。成績が良かったので医者となったという。しかし、高校2年生となりピアノの先生に進路を伝えたところ、アマチュアだからと手を抜いて曲と向かい合ってほしくはないと、みっちり鍛えられ、物事に取り組む姿勢を教え込まれた。

## 医師として
1984年、東北大学医学部を卒業する。当時の通例によって市中病院の外科で研修し、手術や術後処置を学んだ。その後、東北大学形成外科へ行ったが、傷を濡らす・濡らさないという点で外科の常識が形成外科の非常識であったという事態に出会った。形成外科の選択に深い考えはなかったが、怪我、やけどから手術まで包括的に扱えるようになった。
1996年のこと。褥瘡（じょくそう、床ずれなど）の治療のために若い医師が、『ドレッシング』という著書を手に、最新の方法であるドレッシング材（創傷被覆材）による湿潤環境を使った治療を行いたいと申し出た。その研修医による処置の経過を見ていたが、見違えるような改善ではなかった。止血能力のあるアルギン酸塩のサンプルももらっていた。そこで夏井は、褥瘡ではなく怪我をした体力のある人にて実践すると、痛みもなく、早く治り、傷跡も残りにくいという結果が得られた。夏井は『ドレッシング』を読み学び直し、消毒が無意味だとも理論的に書かれていた。「褥創」に対する「開放性湿潤療法」は、内科医である鳥谷部俊一により、ほぼ同時期に考案された。夏井は日本形成外科学会の専門医の認定試験問題作成委員会を6年務め、火傷の知識は十分であるが、その従来の知識が通用しない新しい治療法であった。
1984年よりコンピューターを手に入れていた夏井は、1996年より「超絶技巧的ピアノ編曲の世界 体育会系ピアニズムの系譜」というホームページを作り、演奏会用パラフレーズの作品を解説するというマニアックなものであった。ホロヴィッツの編曲した作品を楽譜にするというプロジェクトを開始し、これを通じて「星条旗よ永遠なれ」の楽譜も手に入れた。所有する楽譜の一覧を公開し欲する音楽家に無料で送り、するとお礼として貴重な楽譜が返されということを繰り返し、コレクションは増加していった。そこには「私蔵は死蔵」である「共有しよう」という思想が働いていた。
地方の学会で湿潤療法について発表するが、強い手ごたえは感じなかったため、その音楽サイトのエッセイに「傷は乾かしてはいけない」と書くようになり、2001年にはホームページ「新しい創傷治療」を立ち上げることになった。傷は消毒しない、乾かしてはいけないというのは、従来の方法の全否定であり、そして当時の状況では、従来の方法はあまりに多勢なため、ホームページを開設し賛同者を募った。失敗も含めて全ノウハウの公開である。普遍的事実から理論を構築し、実際の医療行為が正しいのか思考実験するというが自身のスタイルだといい、これは自身の主張を文献によって裏付けるという医学界の主な手法ではないが、少数派であったためのそのような戦略を選んだ。自説を裏付ける論文がなくても、医学の上位の学問である生物学から説明するということである。しかし、それほど時も経ず、2003年5月に開催された日本皮膚科学会では治療経過を発表し、2003年7月には医学書の出版社である医学書院から初の著作『これからの創傷治療』を出版することになる。
権威による思考放棄をしないことを信条としている。
従来からあった湿潤療法の基本概念を発展させ理論構築し、実臨床に応用し普及させた。創傷被覆材は床ずれでは使用法はある程度確立されていたため、床ずれの治療用としてしか認識されておらず、メーカーも傷に使った例がないといい、患者の反応を見ながら治療法を確立していった。治療法の確立までに10年かかったという。また、いくつかの企業から、被覆材の製品化の提案が持ち掛けられ、実際の治療を見学しながら製品化された。一方で日本形成外科学会認定医からは、学会講演会において座長より恫喝を受けたため返上している。
2009年に新書の『傷はぜったい消毒するな』を出版する。序文に書かれているように、後半部分にてパラダイムシフトの概念を説明するなど、思想的な側面も含んでいる。Amazon.co.jpの新書文庫部門でも8月25日付けで第3位であった
湿潤療法を携えて診療の拠点は、秋田県から、山形県、長野県へと移っていき、この長野では全国から患者も来るようになったが交通アクセスがよくなかったため茨城、東京へと拠点を移し、2012年4月より東京の練馬光が丘病院の傷の治療センター科長となった。2017年60歳にして、ある外科医との出会いをきっかけに東京での開業へと至った。
2011年より、医師の江部康二が提唱する糖質制限も自らの身体を使って実験・実証している。江部はインターネットで知った湿潤療法について夏井の名を確認せずに実践しており、後に2011年1月、夏井に自身の病院での講演を依頼し招くことになる。その際、大歓迎し長時間の宴会を行った。9月になり、日経メディカルオンラインの記事に江部の名を発見した夏井は、講演の際に贈呈された江部の著書を読み、メタボをどうにかしたいと考えていたため実践し、11月には自身のホームページにて取り上げ、連日のように話題にするようになった。。
こうして2014年には自身の思想をまとめた『炭水化物が人類を滅ぼす 糖質制限からみた生命の科学』を出版する。この著作は、様々な地域の週間ランキングに名が載るようになった。『東京新聞』に掲載された2014年5月13日付のトーハン調べでは新書・ノンフィクションの第3位であった。
後輩には患者を泣かせたらダメだと伝え、子供が笑って帰れるクリニックを心がけている。子供と話すのが好きで、クリニックにはおもちゃもあふれている。

### 開発に関与した創傷被覆材
- 「プラスモイストW」・「プラスモイストV」
- 「プラスモイストP」
- 「プラスモイストTOP」
- 「プラスモイストDC」・「プラスモイストDCR」
- 「ズイコウパッド」

など。

## 略歴
- 1984年3月 東北大学医学部卒業
- 1992年 日本形成外科学会認定　形成外科専門医 取得（後に更新を中止し放棄）[1]
- 2001年10月 インターネット・サイト「新しい創傷治療」を開設
- 2003年4月 特定医療法人慈泉会相澤病院 傷の治療センター長 [13]
- 2007年7月 石岡第一病院 傷の治療センター長
- 2012年4月 練馬光が丘病院 傷の治療センター科長
- 2017年10月 なついキズとやけどのクリニック院長

## 著書
医学書
- 『これからの創傷治療』医学書院、2003年7月、ISBN 978-4260122535
- 『創傷治療の常識非常識―〈消毒とガーゼ〉撲滅宣言』三輪書店、2003年12月、ISBN 978-4895902021
- 『創傷治療の常識非常識〈2〉熱傷と創感染』三輪書店、2006年1月、ISBN 978-4895902410
- 『ドクター夏井の外傷治療「裏」マニュアル―すぐに役立つHints&Tips』三輪書店、2007年5月、 ISBN 978-4895902762
- 『ドクター夏井の熱傷治療裏マニュアル』三輪書店、2011年3月、ISBN 978-4895903783
- 『創傷治療ハンドブック』三輪書店、2021年3月、ISBN 978-4895907132

一般書
- 『さらば消毒とガーゼ 「うるおい治療」が傷を治す』春秋社、2005年12月、ISBN 978-4393716175
- 『キズ・ヤケドは消毒してはいけない―痛くない!早く治る!「うるおい治療」のすすめ』主婦の友、2008年1月、ISBN 978-4072562253
- 『傷はぜったい消毒するな 生態系としての皮膚の科学』光文社新書、2009年6月、ISBN 978-4334035136
- 江部康二と共著『医療の巨大転換（パラダイム・シフト）を加速する』東洋経済新報社、2013年8月、ISBN 978-4492045060
- 『炭水化物が人類を滅ぼす 糖質制限からみた生命の科学』光文社新書、2013年10月、ISBN 978-4334037666
- 『炭水化物が人類を滅ぼす【最終解答編】 植物vs.ヒトの全人類史』光文社新書、2017年10月、ISBN 978-4334043179
- 『患者よ、医者から逃げろ その手術、本当に必要ですか?』光文社新書、2019年10月、ISBN 978-4334044381